# 菅原健 (イラストレーター)
菅原 健（すがわら けん 1977年 - ）は、イラストレーターおよびゲームのキャラクターデザイナー。蟹座生まれ。

## 来歴
コンピュータゲーム製作会社のフロム・ソフトウェアで『エヴァーグレイス』のキャラクターデザイン等、グラフィック関連の仕事を手がける。2000年頃に独立しフリーのイラストレーターとして小説の挿絵を中心に活躍している。アドベンチャーゲーム『流行り神Revenge』ではパッケージイラスト、キャラクターデザイン、ゲーム中の原画だけでなく、公式サイト用の漫画も執筆。

## 作品

### ゲーム
- 1998年 エコーナイト（キャラクターイラストレーション）
- 2000年 エヴァーグレイス（キャラクターデザイン）
- 2001年 エヴァーグレイス2
- 2004年 流行り神 警視庁怪異事件ファイル（キャラクターデザイン/イベントイラスト）
- 2005年 ファントム・キングダム（一部のイベント絵）
- 2007年 流行り神2 警視庁怪異事件ファイル（キャラクターデザイン/イベントイラスト）
- 2009年 流行り神3 警視庁怪異事件ファイル（キャラクターデザイン/イベントイラスト）

### 挿絵
- 2000年 エヴァーグレイス
- 2000年 エヴァーグレイス クレストを負いし者
- 2000年 NAGA 蛇神の巫
- 2001年 ペルソナ2 罪（本文イラスト）
- 2001年 ペルソナ2 罰（本文イラスト）
- 2001年 メタルバード1 さあ、どこへ飛びたいか?
- 2002年 蚊 コレクション
- 2002年 竜神の惑星
- 2002年 メタルバード2 コズミック・フラワー始末記
- 2003年 真・女神転生III-NOCTURNE（電撃文庫版、本文イラスト）
- 2004年 ハイブリッド・アーマー
- 2005年 修羅鏡 白鳳坊伝綺帖
- 2006年 七王国の玉座
- 2007年 王狼たちの戦旗（ハヤカワ文庫版）